# ورطة مع مستر بين
ورطة مع مستر بين (بالإنجليزية: The Trouble with Mr. Bean)، هي الحلقة الخامسة من المسلسل التلفزيوني البريطاني مستر بين. تم بثه لأول مرة على آي تي في في 1 يناير 1992 وشاهده 18.74 مليون مشاهد على البث الأصلي، مما جعل الحلقة الأعلى تقييمًا في المسلسل.

## القصة

### العرض الأول: طبيب الأسنان
تنطلق منبهات مستر بين في الساعة 8:00 صباحًا، لكنه لا يزال يرقد على سريره ويتجاهل دقات ساعة جده، ويغمس ساعة المنبه التي تعمل بالبطارية في كوب ماء قريب ويسد بإصبعه خرطوم الماء الساخن من آلة تحضير الشاي الذي صنعه كمنبه حتى يرش الماء على قدمه. في النهاية يستيقظ بين بعد 50 دقيقة، ويقوم ببعض التمارين الخفيفة، ويخرج ملابسه، ثم يواجه صعوبة في الحلاقة عندما تلتقط ماكينة الحلاقة كهربائية شعر أنفه. يتذكر بأن لديه موعدًا في طب الأسنان، يدرك فجأة أنه يتأخر ويقوم فورًا في ارتداء ملابسه، وحذائه، ويقوم بأخذ فرشاة ومعجون أسنانه ويتجه إلى سيارته الميني، ويعود فجأة للتأكد من أن دميته المحبوبة تيدي موجودة في السرير. وفي السيارة، يتابع مستر بين ارتداء ملابسه أثناء القيادة في المقعد الخلفي ويقوم وضع لبنة من الطوب على الدواسة، ويقوم بتنظيف أسنانه أسنانه بعد ذلك والمضمضة باستخدام سائل غسيل زجاج السيارة ثم يقوم ببصقه، حيث سقطت على مؤخرة رجل في الشارع، الذي اعتقد الأخير أنها فضلات الطيور.
عند الوصول إلى جراحة الأسنان للسيد إي. أم. بيغيت في الوقت المناسب،يقوم مستر بين بدفع إحدى السيارات الصغير من مساحة وقوف السيارات الوحيدة ويوقف سيارته مكانها. ثم تظهر مأمورة المرور، لتخالف السيارة التي دفعها مستر بين، وتنظر إليه حتى يلاحظ أن جزءًا من ملابس النوم يبرز من بنطلونه، يُلاحظ ذلك ثم يقوم بإزالته وإلقاءه في نافذة سيارته. بمجرد دخوله إلى غرفة الانتظار، لم يتمكن من العثور على أي شيء جيد للقراءة باستثناء كتاب باتمان الهزلي في يد صبي الذي يرفض مشاركته الكتاب، يقوم مستر بين بحيلة ذكية بخداع والدة الصبي في التفكير في أنه بلل نفسه عن طريق صب الماء من إناء الزهور على حضنه، لكنه يجد نفسه ليس لديه وقت للقراءة لإن مساعدة الطبيب تخبره بأن الطبيب جاهز لرؤيته فيقوم على مضض. في داخل غرفة الطبيب، يسبب مستر بين الفوضى أثناء انشغال الطبيب، حيث يعدل كرسي الأسنان إلى أوضاع غير عادية ويتلاعب ببعض المعدات. في النهاية، قام بحقن ساق طبيب الأسنان عن طريق الخطأ بإبرة تحتوي على جرعة من المخدر، مما تسبب في سقوطه وسقوط مانع الأشعة السينية عليه، مما أدى إلى إصابته. ومن غير أن يُبالي بما حدث، يقرر مستر بين القيام بما كان يخطط طبيب الأسنان القيام به وهو وضع حشوة في سنه. على الرغم من أنه تمكن من القيام بذلك، إلا أنه سرعان ما وجد أن الحامل الذي يحتوي على خريطة أسنانه يمكن أن تُقلب رأسيًا وأفقيًا وبالتالي يتركه لحفر كل سن ووضع الحشو عليه، مما يؤدي إلى التصاقها معًا بشكل فعال. لحسن الحظ، يشعر مستر بين بالخوف عندما يستيقظ السيد بيغيت ما أدى إلى تحرير فكيه. يغادر بعد ذلك طبيب الأسنان للتبتع ببقية اليوم وهو راضي عن عمله الذاتي.

### العرض الثاني: النزهة
بعد زيارته لطبيب الأسنان، يذهب بين إلى الحديقة العامة للقيام بنزهة. موقف السيارات ممتلئ باستثناء وجود موقف صغير بين سيارتين فقط واسعة فقط بما يكفي لسيارته الصغيرة مع عدم وجود مساحة لفتح الباب، لذلك يخرج ويدفع سيارته إلى الموقف، في الوقت نفسه، تحركت إحدى السيارتين بجانبه، ما تسبب له بانزعاج إلى حدِ ما. أثناء مروره ببحيرة القوارب، اكتشف صبيًا صغيرًا يواجه صعوبة في قاربه الذي يتم التحكم فيه عن بُعد. تقدم للمساعدة حيث يفتح وحدة التحكم ويقوم بتعديل الدوائر في الداخل وأصلح المشكلة. دون معرفة مستر بين والصبي، تتحكم وحدة التحكم أيضًا في كرسي متحرك كهربائي لرجل مسن خلفهما مباشرة، قام بتحريك الكرسي حتى سقط المُسن وأصبح الكرسي يسير إلى أي مكان يذهب فيه قارب التحكم عن بعد. يعيد مستر بين وحدة التحكم إلى الصبي ويغادر في نفس الوقت الذي اقترب الكرسي المتحرك الفارغ من وراءه، ليدفع الصبي إلى البحيرة. يجد مستر بين مكانًا لطيفًا وسرعان ما يبدأ في إعداد نزهته التي تتكون من بطانية كبيرة ومذياع محمول وحامل كيك وصفيحة وزجاجة من عصير البرتقال وكرسي صغير وكتاب وكب كيك مثلج جميل مع كرز في أعلاه. في هذه الأثناء ومن دون علمه، يقتحم لص سيارته الصغيرة ويُشغلها عن طريق أسلاكها الساخنة، لكنه يتفاجئ أن عجلة القيادة مفقودة؛ حيث أزالها مستر بين وأخذها معه في سلة النزهة.
بينما يستعد مستر بين لقراءة كتابه وأكل كعكته، يأتي دبور فجأة حول مكانه ويرفض تركه بمفرده، مما يزعجه. سرعان ما يحاول التعامل معها وهي تلاحق كعكاته، ويطاردها حتى ويحاول إغراقها في زجاجة العصير الخاصة به. تمكن مستر بين أخيرًا من قتلها عن طريق خداعها عبر وضع جزء من الكعك على الكتاب المفتوح وانتظارها تقف على صفحات كتابه ثم يغلق الكتاب بسرعة. بعد ذلك يستأنف ما كان يفعله لكن سرعان يواجه سرب كامل من الدبابير القادمة له، مما أجبره على التخلي عن موقع النزهة الخاص به والهروب بسرعة والكعكة بيده. أثناء الهروب يلقي مستر بين الكعكه في سيارة مجاورة غير مدرك أن لص السيارة موجود فيه الآن، والذي سرعان ما يجد نفسه مستهدفًا من الدبابير. وأثناء ذلك، يتوقف الكرسي المتحرك عند السيارة قبل اختتام الحلقة.

## الشخصيات
| الممثل         | الشخصية                        |
| -------------- | ------------------------------ |
| روان أتكينسون  | مستر بين                       |
| ريتشارد ويلسون | الدكتور بيغيت (طبيب الأسنان)   |
| بريدجيت برامال | ممرضة أسنان                    |
| كارولين كوينتن | مأمورة المرور                  |
| سام ميد        | الصبي في العيادة               |
| كريستين إليريك | والدة الصبي                    |
| هوغو مينديز    | الصبي في الحديقة               |
| مايكل غودلي    | الرجل المسن فوق الكرسي المتحرك |
| ناثان لويس     | لص السيارة                     |

## إنتاج
تم تصوير مشاهد الموقع لهذه الحلقة على 35 مم في باترسي بارك وكينغستون وتيدينتون ، بالقرب من استوديوهات تلفزيون تايمز.

## روابط خارجية
- ورطة مع مستر بين على موقع IMDb (الإنجليزية)

- «ورطة مع مستر بين» على قاعدة بيانات الأفلام على الإنترنت
- "ورطة مع مستر بين" على تي في.كوم